# Ministeri de Justícia i Interior d'Espanya
El Ministeri de Justícia i Interior d'Espanya va ser un departament ministerial amb competències en justícia i seguretat ciutadana. Va existir amb aquesta denominació des del maig de 1994 fins al maig de 1996, al quart Govern de González (V legislatura).

## Titulars
El titular del Ministeri de Justícia i Interior va ser:
- Juan Alberto Belloch (5 de maig de 1994 – 4 de maig de 1996)